# یلوه نوارنخودی
یلوه نوارنخودی (نام علمی: Gallirallus philippensis) نام یک گونه از سرده یلوه‌های استرالیا-آرام است.

## نگارخانه

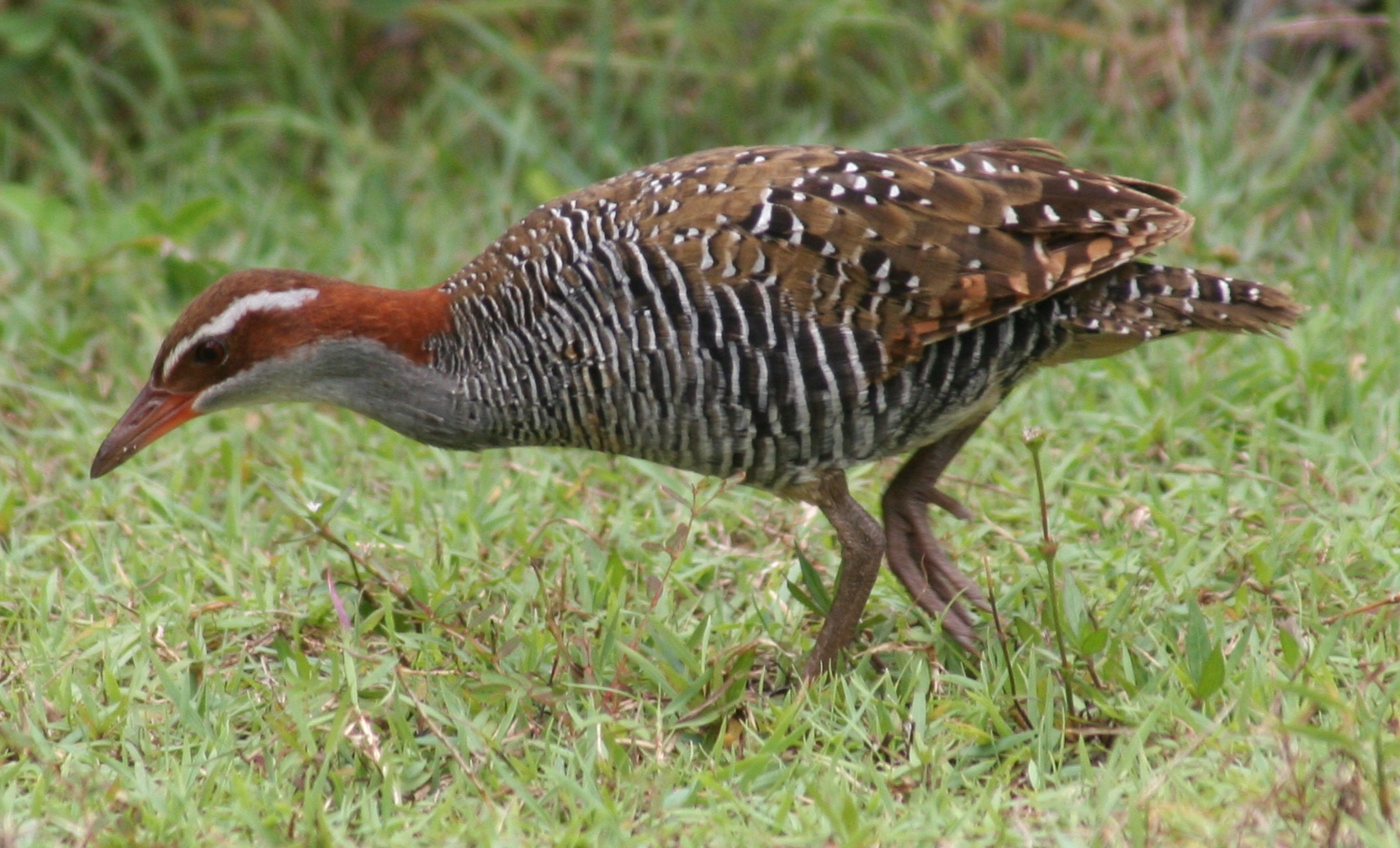
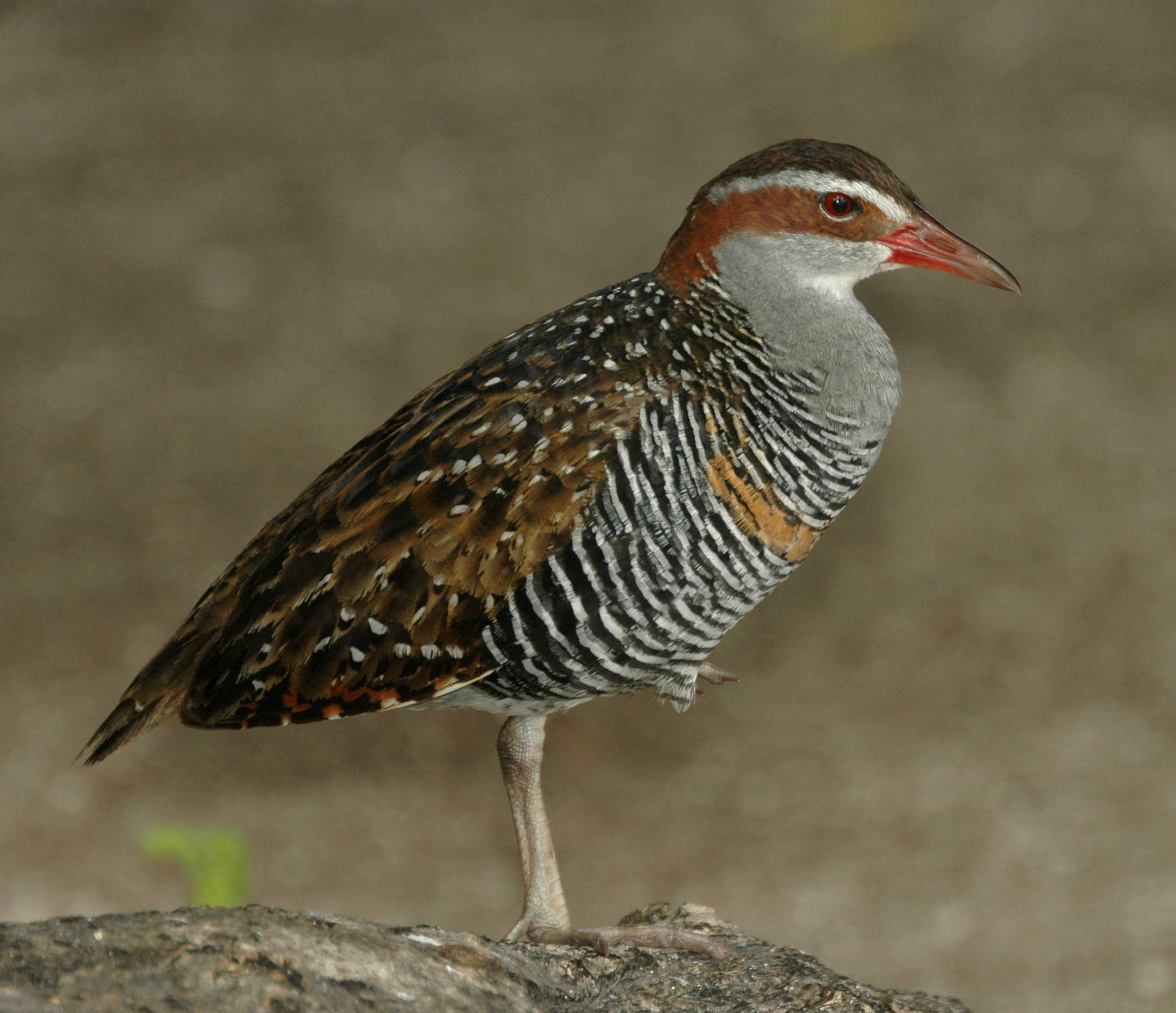
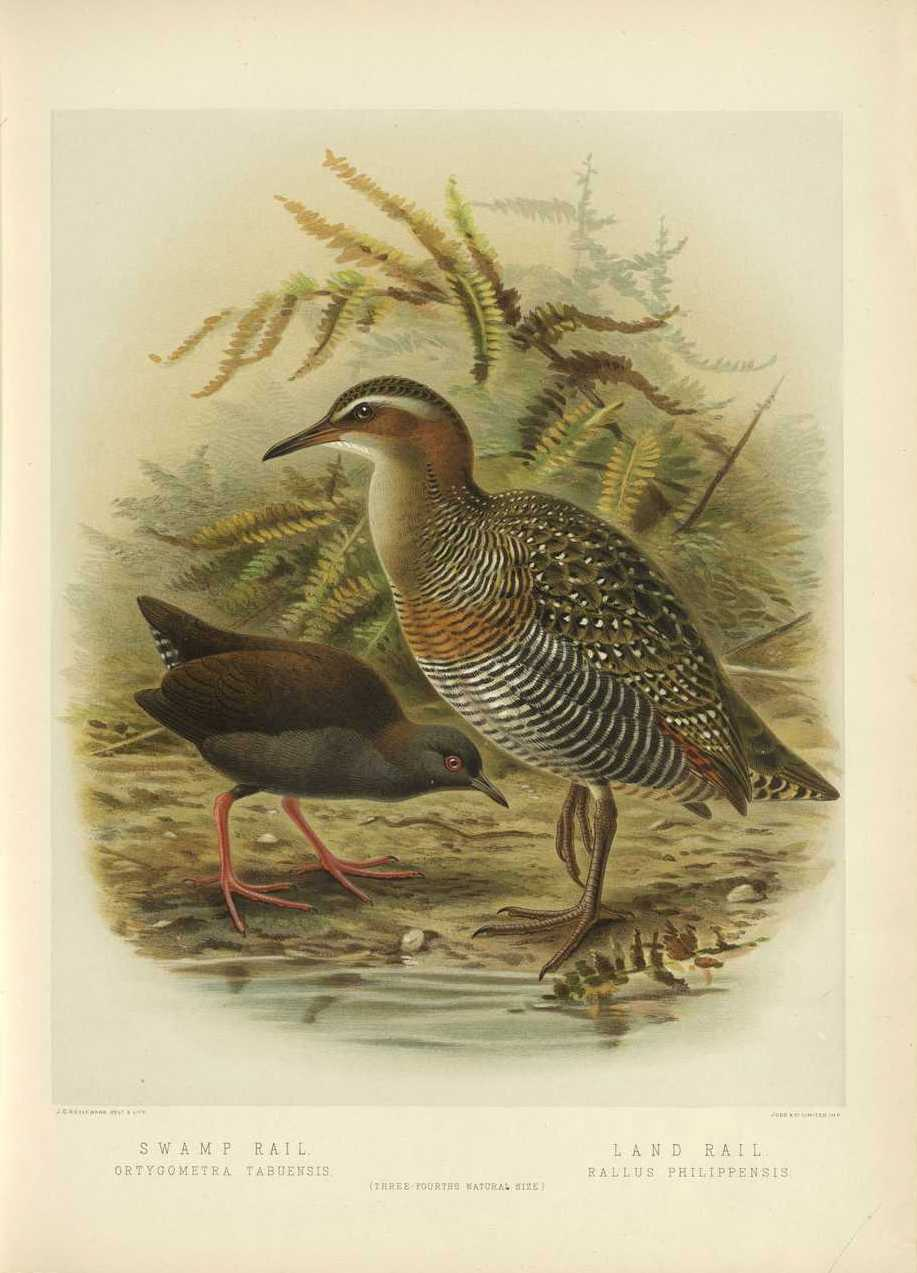
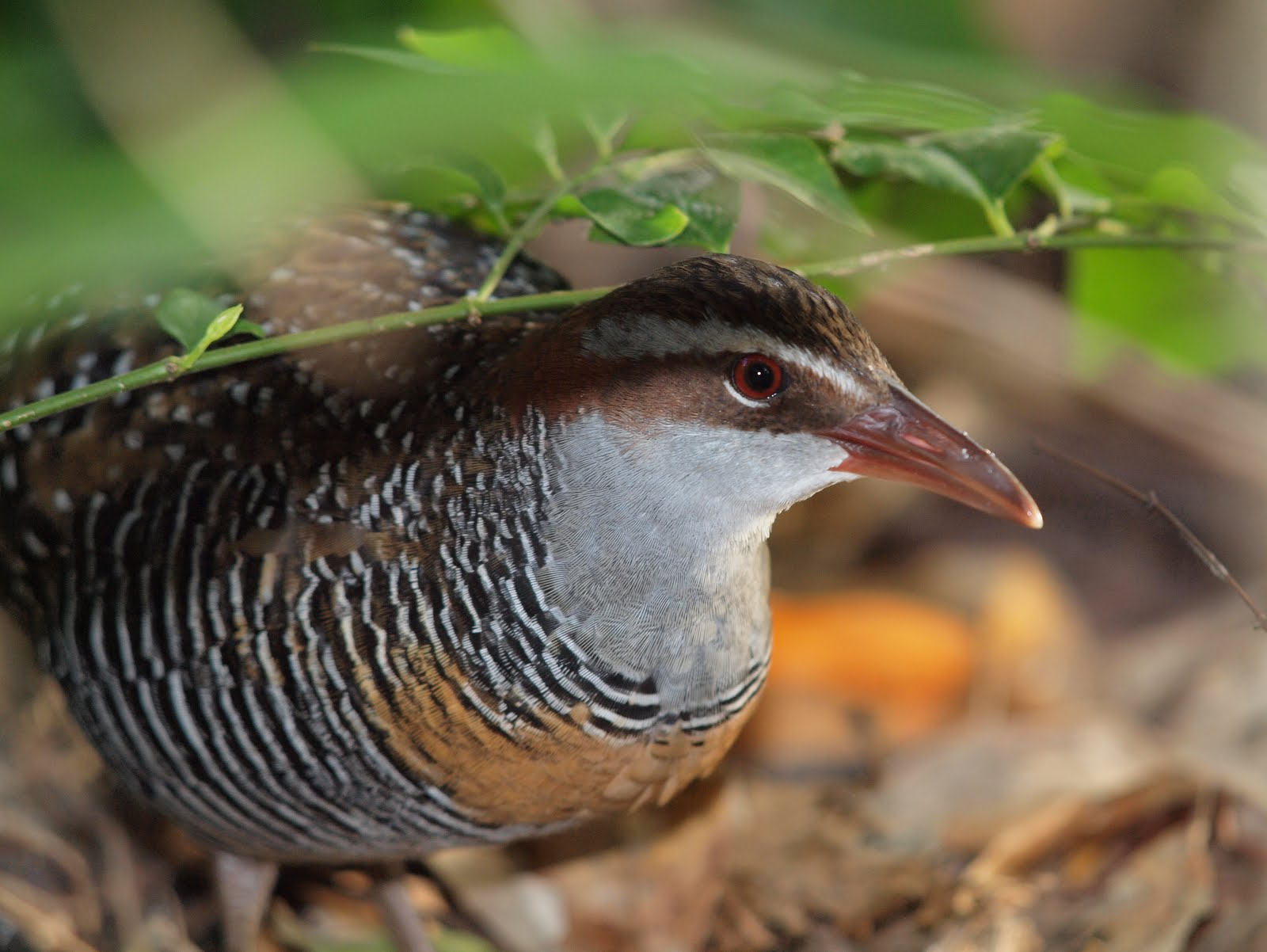
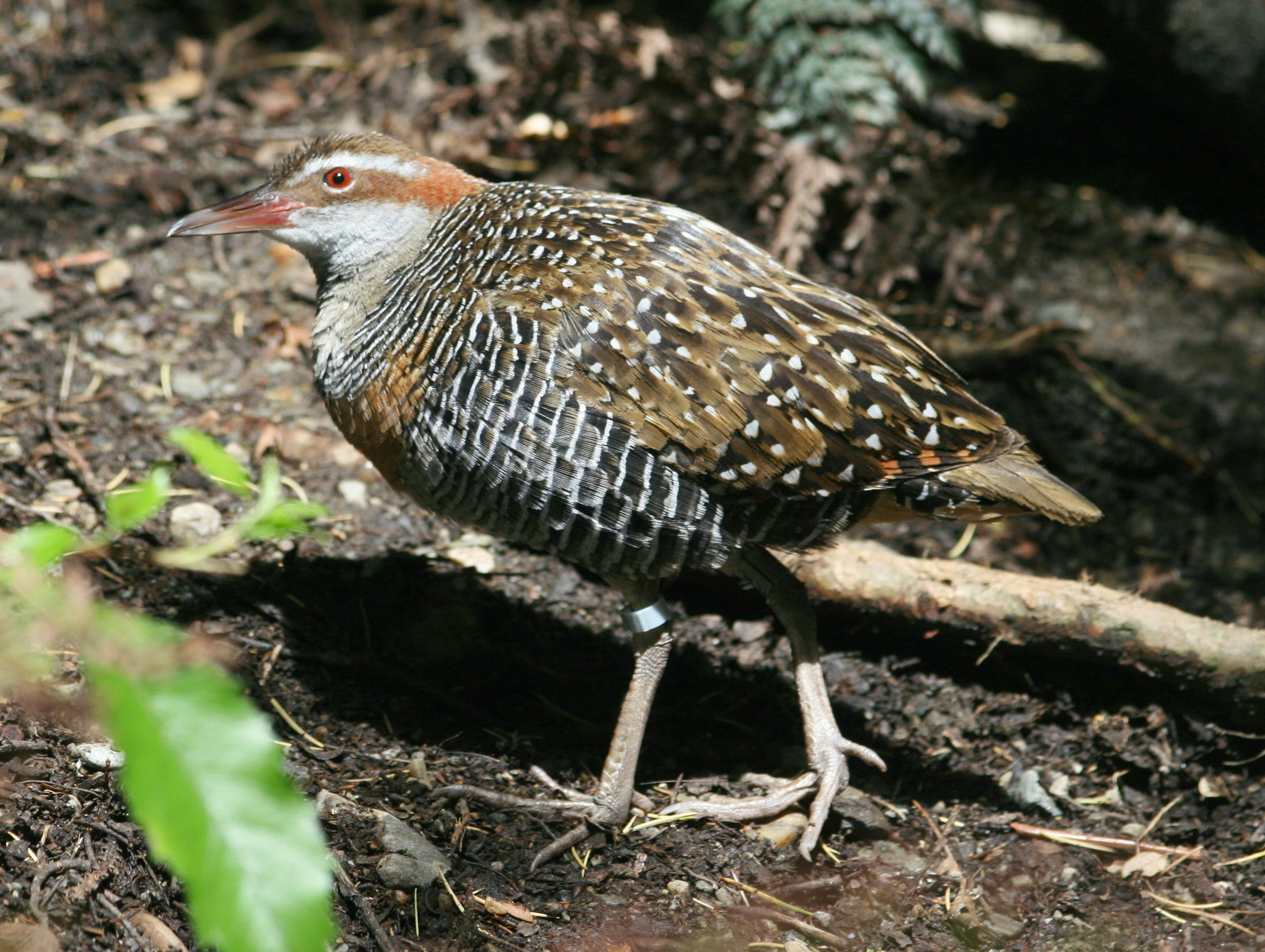
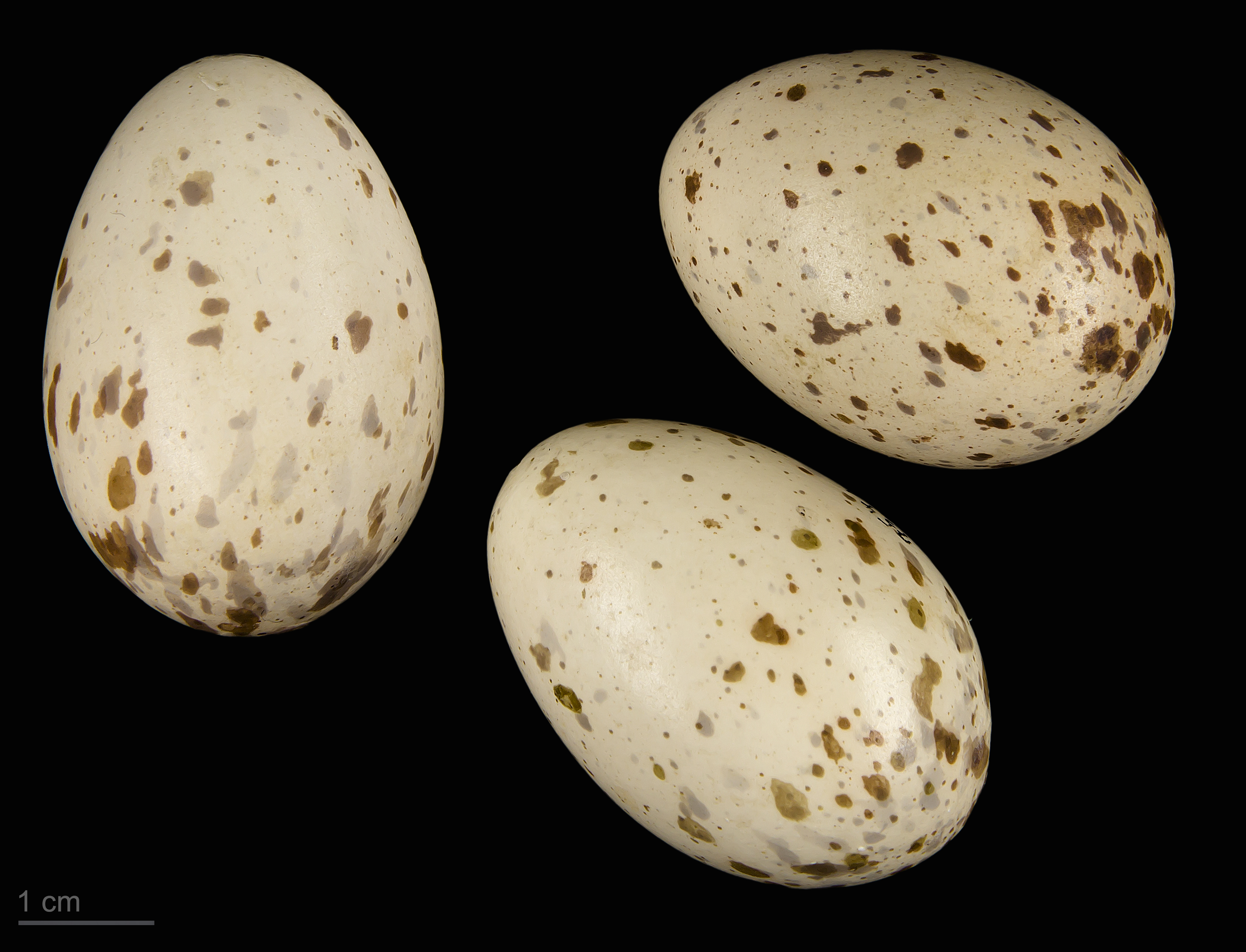
Museum specimen